# Miroslav Doležal
Miroslav Doležal (10. února 1919 v Bučovicích – 12. dubna 2009 v Praze) byl český herec a divadelní pedagog, od roku 1948 dlouholetý člen činohry Národního divadla v Praze.

## Život
Jeho strýcem z matčiny strany byl proslulý houslový virtuóz Jaroslav Kocian, proto se v dětství učil hrát na housle. Zpíval také v pěveckém sboru druhý bas.
Své první herecké kroky učinil již při studiu na bučovickém gymnáziu, kde maturoval v roce 1938. Poté začal studovat na brněnské konzervatoři. Nejdříve studoval dva obory: práva a dramatické oddělení Státní konzervatoře v Brně u profesora a herce Rudolfa Waltera. (ukončil ji v roce 1943) Začal působil nejprve ve Státním divadle v Brně (1943–1948), později v letech 1948–1990 v pražském Národním divadle, kde pak až do roku 2005 ještě hostoval.
Jednalo se o výrazného herce charakterních rolí, který byl znám svojí mimořádně pečlivou dikcí a kultivovanou jevištní řečí, jež se hodila pro recitaci a uměleckou četbu krásné literatury. Byl jedním z prvních recitátorů melodramatu Otvírání studánek Bohuslava Martinů.
Již v době svého brněnského působení učil herectví na tamní konzervatoři, jevištní řeč také vyučoval do roku 1990 na Fakultě žurnalistiky Univerzity Karlovy.
Z jeho filmových postav je patrně nejznámější hlavní role z filmu Vlčí jáma, kde si zahrál po boku tehdy mladičké herečky Jany Brejchové.
Kromě herecké profese se věnoval aktivně i oblasti sportu. Už jako student gymnázia v Bučovicích dělil svůj zájem mezi umění a sport a to především atletice. Stal se členem Československého olympijského výboru, dosáhl až postavení předsedy Klubu fair play při Českém olympijském výboru. Působil i jako mezinárodní lehkoatletický rozhodčí (v roce 2000 mu MOV udělil cenu Olympijský řád za celoživotní činnost ve sportu).

## Dílo

### Divadelní role (výběr)

###### Státní divadlo v Brně:
- 1943 Naši furianti - Václav
- 1943 Třetí zvonění - JUDr. Hudec
- 1944 Dáma s kaméliemi - Armand Duval
- 1946 Mnoho povyku pro nic - Claudio
- 1946 Lazarův smích - Lazar z Bethanie
- 1947 Strakonický dudák - Švanda
- 1948 Radúz a Mahulena - Radúz

##### Národní divadlo:
- 1949 Cyrano z Bergeracu - Hrabě de Guiche
- 1950 Jan Žižka - Jan Roháč z Dubé
- 1950 Zkrocení zlé ženy - Hortensio
- 1950 Lakomec - Valér
- 1951 Othello - Cassio, Lodovico
- 1953 Kutnohorští havíři - Hynek
- 1953 Statky-zmatky - Ďurko
- 1954 Benátský kupec - Princ marocký
- 1955 Radúz a Mahulena - Radúz
- 1956 Maryša - Francek
- 1957 Don Juan - Don Carlos
- 1958 Strakonický dudák - Šavlička, Král Alenoros
- 1958 a 1961 Král Lear - Vévoda Kornwallský
- 1959 Smrt obchodního cestujícího - Howard Wagner
- 1959 Hamlet - Horacio
- 1960 Námluvy Pelopovy - Myrtilos
- 1961 Smrt Hippodamie - Myrtilos
- 1962 Fidlovačka - Pan Dudéc
- 1963 Sen noci svatojanské - Theseus, Egeus
- 1965 Zimní pohádka - Camillo
- 1969 Loupežník - Učitel
- 1970 Na pravici Boha otce - Pán Ježíš
- 1970 Naši furianti - Valentin Bláha
- 1971 Jindřich V. - Hrabě Cambridge, Montjoy
- 1972 Othello - Lodovico
- 1973 Paličova dcera - Pavel Kolinský
- 1974 Kočičí hra - Jóži, Viktor Molnár
- 1974 Cyrano z Bergeracu - Le Bret, Hrabě de Guiche
- 1975 Smír Tantalův - Tantalos
- 1978 Není nad vzdělanost - Doktor
- 1983 Lucerna - Braha, Zima, Mušketýr
- 1983 Noc pastýřů - Starosta Ježek
- 1987 Fidlovačka - Starý Mareš
- 1989 Zlý jelen - Zapotil
- 1993 Rok na vsi - Stéskal
- 1997 Sen noci svatojanské - Egeus
- 1998 Pašije aneb Theatrum passionale - Bůh Otec
- 1999 Éra Kubánkova - Srnec
- 2002 Cyrano z Bergeracu - Richelieu

### Filmové role (výběr)
- 1940 Za tichých nocí - role: přítel Petra Rajského
- 1943 Čtrnáctý u stolu - role: Zdeněk Gino Hašler, host u Bartošů
- 1944 U pěti veverek - role: účetní u Houbičků
- 1944 Paklíč - role: vrátný v hotelu
- 1956 Proti všem - role: Jan Bydlinský
- 1957 Vlčí jáma - hlavní role: starosta Robert Rýdl

### Televizní role (výběr)
- 1965 Samota (TV adaptace divadelní hry Aloise Jiráska)
- 1967 Pentos a Iola (TV zpracování antické báje) – role: král
- 1968 Sňatky z rozumu (TV seriál)
- 1968 Vo modrým ptáčku (TV pohádka) - role: vypravěč

## Ocenění
- 1963 ocenění Zasloužilý člen ND
- 1968 Vyznamenání Za vynikající práci
- 1982 titul zasloužilý umělec
- 2000 Olympijský řád za celoživotní činnost ve sportu